# Illokutionärer Akt
Illokutionärer Akt (auch illokutionärer Sprechakt, Illokution oder illokutiver Akt) ist ein Fachbegriff der linguistischen Pragmatik. Er bezeichnet die durch Sprache vollzogene Handlung. Es handelt sich um Eindeutschungen der englischen Kunstwörter illocution oder illocutionary act (sinngemäß ‚im Sprechen vollzogener Akt‘, von lateinisch locūtiō ‚das Sprechen‘ zu loqui = ‚sprechen‘), die John Langshaw Austin in seiner Sprechakttheorie eingeführt hat und die „das Vollziehen einer Handlung mit Hilfe einer sprachlichen Äußerung bezeichnen“.

## Illokutionär: erweiterte Bedeutung und Verständigungshilfe
Der Begriff illokutionär entstammt dem Englischen [engl. illocutionary; engl. Präfix »il-«: not, opposite of, without, un- (Negation), dt. für: nicht, Gegenteil von, ohne, un- oder dem lat. Präfix »il-«: in, at, on, into, dt. für: in, an, auf, hinein und dem lat. locutio = Sprechen, Rede] in der Vorsilben montierten Bedeutung: die habituell für gewöhnlich unartikulierten Sprachzeichen (Wörter) der fragmentären Redensweisen (wie bspw. die im Sprechakt vom Agens der angesprochenen Person gar nicht mitgeteilten Intentionen), der kontextuell vervollständigten antizipierten semantischen Interpretationsleistung – dem Verstehensprozess –  der Rezeption zu überlassen.
Somit wird als ›illokutionär‹ das bezeichnet, was hinsichtlich situativer, sozialer oder normativer Gegebenheit auch unausgesprochen der sprachlichen Apperzeption sich logisch komplementiert. Das Adjektiv: ›illokutionär‹, bezieht sich auf die nicht artikulierte, indes semantisch zwingend benötigte Inhaltlichkeit einer rudimentär abgefassten Lokution. Ein Illokutionärer Akt, wie er sich mit der am Herd erfolgenden Lokution »heiß!« verbindet, umfasst den negativ bestimmten Imperativ: »nicht berühren!« Die im Sprachakt eigentlich beabsichtigte Reaktion, bspw.: ›Abstand zum Herd einhalten‹, nennt John Langshaw Austin »perlokutionär«.

## Illokution bei Searle
John Searle unterscheidet folgende fünf Unterarten:
- assertive (Zusicherung, mit unterschiedlichen Graden an Gewissheit). Ihr Zweck ist die Kommunikation einer Überzeugung; Beispiele: feststellen, bestätigen, bestreiten, erläutern, beschreiben.
- directive (Anweisung). Mit ihnen versucht der Sprecher den Hörer dazu zu bewegen, etwas zu tun; es wird also ein Begehren kommuniziert. Beispiele: bitten, befehlen, fragen, anflehen.
- commissive (Verpflichtung). Der Sprecher verpflichtet sich, in der Zukunft etwas (freiwillig) zu tun; er drückt also eine Absicht aus. Beispiele: schwören, versprechen, drohen, garantieren.
- expressive (emotionaler Ausdruck). Hier ist der Sprechakt Selbstzweck. Beispiele: danken, gratulieren, willkommen heißen, entschuldigen, Beileid aussprechen.
- declaration (Deklaration). Etwas ist der Fall, weil der Sprecher sagt, dass es der Fall ist. Beispiele: eine Sitzung eröffnen (durch die Äußerung „Die Sitzung ist eröffnet“), ein Paar verheiraten (durch die Äußerung „Hiermit erkläre ich Sie zu Mann und Frau“), Ritterschlag, Kriegserklärung.

## Abgrenzung zum lokutiven, perlokutiven und propositionalen Akt
Der illokutionäre Akt ist ein „Aspekt“, eine „Teilhandlung“, „Funktion“, „Komponente“, „Zweckbestimmung“ oder „spezifische Rolle“ des Sprechaktes, der „Handlungszweck einer Äußerung“. In der Sprechakttheorie wird er abgegrenzt von den Aspekten der Lokution (lokutiver Akt) und Perlokution (perlokutiver Akt) und bei Searle auch von der Proposition. Die Theorie des illokutionären Aktes gilt als „Kernpunkt der Searle’schen Sprechakttheorie“, in deren Zentrum sie entsprechend steht.
Zentraler Gedanke des Konzepts der Illokution ist, dass mit einem lokutiven Akt zugleich auch ein illokutiver Akt ausgeführt wird. Neben der Bedeutung, die zum lokutiven Akt gehört, ist eine spezifische illokutive Kraft (auch: illokutive Rolle; kommunikative Kraft; engl. illocutionary force) auszumachen. Damit wird die „behauptende Kraft“ von Gottlob Frege „verallgemeinert“. Während Austin bei Feststellungen und Behauptungen u. ä. nur von einem lokutionären und noch nicht von einem illokutionären Akt ausging, wird seit Searle auch bei diesen Äußerungsakten ein illokutionärer Akt gesehen. Für Searle ist der „illokutionäre Akt […] die kleinste vollständige Einheit der sprachlichen Verständigung des Menschen“ bzw. in der „Verständigung die kleinste Bedeutungseinheit“.
Die illokutive Kraft eines Äußerungsakts kann durch den Sprecher in der Äußerung selbst ausdrücklich angeführt werden
Beispiel: Hiermit antworte ich Dir: …
sie kann aber auch indirekt ausgeübt werden
Beispiel: Es zieht für Mach das Fenster zu.

### Propositionaler Gehalt
Searle analysiert neben dem Äußerungsakt und dem illokutiven Akt als Aspekt eines Sprechaktes auch den propositionalen Akt:
Nach ihm ist „zwischen dem Gehalt, den der Akt hat, und dem Akt-Typ, zu dem er gehört“, zu unterscheiden. „Diese Unterscheidung entspricht genau der Unterscheidung … zwischen dem propositionalen Gehalt, den ein intentionaler Zustand hat, und dem Zustands-Typ, zu dem er gehört“: Es ist zwischen dem „Gehalt eines illokutionären Akts und seinem Akt-Typ“ zu unterscheiden. Der Gehalt eines illokutionären Akts ist sein „propositionaler Gehalt“. Beim Sprechakt kann daher das, was den „illokutionäre[n] Typ oder seine illokutionäre Rolle ausmacht“, von „seine[m] propositionalen Gehalt“ getrennt werden. Searle symbolisiert die Struktur eines illokutionären Aktes entsprechend mit R (p).